# Kyabram
Kyabram (5 623 habitants) est une ville de l'État de Victoria, en Australie à 198 km au nord de Melbourne dans la vallée de la Goulburn.